# あしたへアタック!
『あしたへアタック!』は、1977年4月4日から同年9月5日までフジテレビ系列局で放送されていたテレビアニメである。製作は日本アニメーション。全23話。放送時間は毎週月曜 19:00 - 19:30 （日本標準時）。

## 概要
フジテレビが独占放送しているバレーボールワールドカップの日本初開催に合わせて企画されたオリジナルスポーツアニメ。『サインはV』の原作者・神保史郎が原案を担当し、『アタックNo.1』の演出を務めた黒川文男と岡部英二、脚本を務めた七条門らが参加した。ただし本作は「全日本の選手として世界に挑む」的な内容ではなく、「高校バレーを舞台にした青春もの」的な内容におさまっている。
本作は作画の大半を日本アニメーションが放送当時に下請け会社として提携していた韓国の潤成実業に外注する体制が採られており、本作の美術監督である山本二三など数名の日本人スタッフが潤成実業へ出向し、現地スタッフへの指導を行っていた。
2022年5月27日にベストフィールドから初ソフト化となるBDが発売された。

## あらすじ
橘高校女子バレーボール部は過酷な練習によって部員の1人が死亡するという事故が起きて以来、活動を停止していた。3年生の聖美々は最後の高校生活をバレーにかけようとチームメイトの杉原ゆかりとともに部の再建に乗り出す。しかし入部したのは初心者の1年生が3人、入部と引き換えに自分をキャプテンにするように要求してきた3年生の一条明日香だけだった。部員数が6人に達したことで生徒会執行部による廃部の危機を免れたものの、不遜な態度をとる明日香の下ではチームは一つにまとまり切れない。また、コーチもなく、活動予算すらままならない部の問題に美々は苦悩する。
やがて理科教師の原大介が監督に就任、マグロ漁師たちとの練習試合と交流をきっかけにユニフォーム費用を手にする。そんな矢先、体育館の使用をめぐり女子バスケットボール部とトラブルとなり、最終的に美々は1か月の部活動停止処分を受ける。バレー部の面々は浜辺での自主練という形で練習を続けるが、練習に意義を見出せない1年生たちが練習をボイコットする事態となる。そんな中、橘高校への復讐を誓う白バラ学園の花房みつるが現れ、彼女からの挑発を受けた1年生たちも奮起して猛特訓を開始。さらに羽鳥京子を擁する横浜港東高校から対抗試合を申し込まれる。結果的に白バラ学園には勝利し、横浜港東高校には敗れるものの、強豪との練習試合を通じてコンビネーションが形成されるようになる。
迎えた春季バレーボール大会1回戦の白バラ学園戦では、明日香が数年前に火事で母と死別した時の記憶を呼び覚ましてしまう。試合は明日香を集中的に狙う白バラ学園に対し、橘高校が防戦一方に追い込まれるも、美々は新技「二段スパイク」を駆使して反撃に出る。この結果、橘高校がかろうじて勝利したものの、明日香は秘密を知られたことを悔いて無断欠席を続ける。部員が揃わない状態が続く橘高校は大会出場辞退の危機に直面するが、明日香は美々の友情に助けられてチームに復帰、キャプテンを美々に譲ることを申し出る。これによりチームとしてまとまった美々たちの姿を見て、それまで静観の構えを見せていた原は本格的な特訓を開始する。途中、横浜港東高校の対策のみに焦点を絞り、他校の対策に興味を示さない原の姿勢に部員たちは不信感を抱くも、橘高校は決勝進出を果たすと、特訓の成果が実を結んで横浜港東高校にリベンジを果たし全国大会出場を決める。
初の全国の舞台で橘高校は、長崎・竜星高校、北海道・大雪山学院といった強豪を抑えて準々決勝進出を果たすが、優勝候補の京都・四条通高校の桂姉妹の繰り出す「光と影のアタック」を攻略できずに苦戦する。敗退後、橘高校の面々は春の大会で優勝した四条通高校に照準を定め、インターハイに向けて特訓を続けるが、ビデオカメラ持参で偵察する謎の男（等々力）の姿に不安を覚えるのだった。
橘高校はインターハイ予選決勝で横浜港東高校を抑え、春夏連続で全国大会出場を果たすと、準々決勝で等々力の率いる林泉女子商業との対戦となる。橘高校得意のコンビネーションは、林泉女子商業のデータ分析に基づく堅固な守備の前に苦戦する。劣勢な状況を打破するべく、原は未完成の新技「Vアタック」を繰り出すことを指示する。苦戦の末に林泉女子商業を下すと、準決勝では大雪山学院との対戦となるが、実業団入りを熱望する明日香が手首を痛めたため調子を崩してしまう。橘高校はかろうじて決勝進出を果たすも、決勝の四条通高校戦では攻守の要の美々までもが進路の問題が引き金となりキャプテンとしての冷静さを失う。一本調子の攻撃は四条通高校にことごとく阻まれ、敗退の瀬戸際まで追い詰められるが、原の檄や仲間の励ましに応えて美々は改心する。試合終盤、「光と影のアタック」に加えて秘密兵器を投入して勝負をかける四条通高校に対し、橘高校はこれまで温存していた「Vアタック」で反撃に出る。

## 登場人物

### 橘高校バレーボール部
聖美々（ひじり みみ）
声 - 小山まみ
本作の主人公。橘高校3年生にしてバレーボール部所属。バレーをこよなく愛し、高校生活の最後をバレーにかける。第14話からはキャプテンになる。口癖は「いたって快調!」。両親は既に亡く、祖母・加代の元に弟・露樹と共に引き取られている。髪型はセミロング。
得意技は花房みつるの強烈なスパイク対策で編み出した「逆トンボレシーブ」、明日香の放ったスパイクにさらに触れて加速させる「二段スパイク」など。
一条明日香（いちじょう あすか）
声 - 吉田理保子
副主人公。3年生部員。美々と並ぶ実力者で、容姿端麗な美少女だが、傲慢で人間不信な性格。入部したのも「キャプテンにするなら」という理由だった。不遜な態度の裏では、火事で母を失った一件がトラウマとなっている。春季バレーボール大会の白バラ学園戦をきっかけに周囲に秘密を知られたため無断欠席を続けていたが、美々の友情に助けられて再起を決意。キャプテンの座を彼女に譲り、三本柱の一角となる。髪形は金髪でロングだが、試合の時はポニーテールにする。
杉原ゆかり（すぎはら ゆかり）
声 - 小宮和枝
3年生部員。現役バレー部員で、美々とともにバレー部再建に奔走する。その後は三本柱の一角となる。情報屋でもある。髪型はショートヘアで、両脇をバンドで束ねている。
西すみえ（にし すみえ）
声 - 横沢啓子
1年生部員。バレーは素人で、もともとマネージャー志望で入部した。部員の中では一番の小柄。髪型はゆかり以上のショート。
関谷君子（せきや きみこ）
声 - 松金よね子
1年生部員。やはりバレーは素人で、死んだ部員の幽霊見たさにトミ子と入部したという変り種。なぜか落語が好き。身長は西すみえより頭一つ分大きいが、やはり小柄。髪型はツインテール。
太田トミ子（おおた とみこ）
声 - 青木和代
1年生部員。彼女もバレー素人。部員一の巨体を誇る。
原大介（はら だいすけ）
声 - 井上真樹夫
橘高校の理科教師にしてバレーボール部の監督。元全日本チーム選手。
当初は一教師ではあってもバレー部には関与していなかったが、第3話「たった一人の後援会」で応援してくれる少女に監督として感謝し、それ以降はバレー部の監督として美々たちを指導するようになる。普段は温厚で、暴力などを振るわない主義。

### 橘高校の生徒たち
嵐三吉（あらし さんきち）
声 - たてかべ和也
3年生。柔道部キャプテンにして番長。バンカラで力自慢だが、正義感は強い。美々に気がある。父親は地元の漁協組合長で、柔道部の後援会長。
白木ルミ（しらき るみ）
声 - 信沢三恵子
3年生。バスケットボール部キャプテン。バスケ部はバレー部が廃部した後に頭角を現すが、美々たちとは何かと対立関係にある。髪型は茶髪にしてロング。
伏島一郎（ふせじま いちろう）
声 - 神谷明
3年生。生徒会長。美々をはげまし、支えになる。

### ライバル
花房みつる（はなぶさ みつる）
声 - 麻上洋子
白バラ学園バレー部キャプテン。1年前の橘高校女子バレー部の「しごき事件」で亡くなった若松雪子の旧友。
橘高校の面々に復讐を果たすことが雪子の供養になると信じ、「殺人スパイク」を引っ提げて挑戦状を突き付ける。試合では聖美々を標的とするが、チームの弱点となる他のメンバーを狙うべきとするチームメイトと対立し、結果的に敗れる。
停学が解けて復学したスケバンの二階堂ゆかに敗れキャプテンの座を失うが、美々に励まされ実力でキャプテンの座を奪還する。
深川なつこ（ふかがわ なつこ）
声 - 高島雅羅
白バラ学園バレー部員。前回の橘高校戦での敗北に不満を抱き、二階堂をキャプテンに担ぎ出す。
二階堂ゆか（にかいどう ゆか）
声 - 柴田清子
白バラ学園バレー部員であり同校のスケバン。停学明けで復学すると花房に代わってキャプテンの座に付き、橘高校に再戦を申し出る。
羽鳥京子（はどり きょうこ）
声 - 弥永和子
横浜港東高校バレー部のキャプテン。横浜一の財閥である羽鳥財閥の娘。橘高校バスケット部の白木ルミとはいとこ同士。超高校級のアタッカーで、得意技は「シュートスパイク」。
等々力（とどろき）
声 - 青野武
第18話「インターハイめざして」より試合をビデオ撮影する謎の男として出没していた。林泉女子商業バレー部の監督。
かつて橘バレー部の監督である原や不破と共に同じ大学のバレー部に所属していたが、バレーにもコンピューターを導入すべきだと主張し、人間はコンピューター以上だとする原と対立した。
試合で決めようと対戦するが、原のスパイクにより右手に致命的なダメージを負い選手生命を失う。そのため、コンピューターバレーで自分の正しさを証明し復讐しようと選手たちを訓練していたが、改めて敗れたことで自分の間違いを認め原と和解した。

### その他
聖加代（ひじり かよ）
声 - 麻生美代子
美々と露樹の祖母。
聖露樹（ひじり つゆき）
声 - 黒須薫
美々の弟。
一条和夫（いちじょう かずお）
声 - 大前田伝
一条明日香の父。一条家が火事になった際、原（現場を通りかかり、結果的に母親を救えなかったが、火の中で倒れた明日香を救い出した）とは面識があった。
不破（ふわ）
声 - 富山敬
原の大学時代の友人で、東西新聞スポーツ部記者。
ナレーター
声 - 富山敬（第2話までは富山啓）

## スタッフ
- 原案 - 神保史郎
- 製作 - 本橋浩一
- 企画 - 佐藤昭司（日本アニメーション）、別所孝治（フジテレビ）
- プロデューサー - 松土隆二
- シリーズ構成 - 岡部英二
- 監督 - 黒川文男
- キャラクターデザイン - 福田皖、奥山玲子
- 演出 - 早川啓二、楠葉宏三
- 作画監督 - 福田皖、百瀬義行、北島信幸
- レイアウト - 福田皖、白川忠志（第4話以降）
- 美術監督 - 大山哲史、山本二三
- 音楽 - 越部信義
- 編集 - 古川雅士、上遠野英俊
- 録音監督 - 藤野貞義
- 効果 - 石田サウンド
- 整音 - 桑原邦男
- 制作進行 - 内山秀二
- 協力 - オムニバス・プロモーション、シネビーム、潤成実業
- 制作 - 日本アニメーション、フジテレビ

## 音楽
オープニングテーマとエンディングテーマの初出は1977年4月発売のシングル盤「あしたへアタック!」 (SCS-347) で、挿入歌の初出は同年7月発売の4曲入りコンパクト盤「あしたへアタック!」 (CH-44) である。いずれも日本コロムビアから発売された。オープニングテーマのタイトルは、作品名と違って感嘆符無しになっている。ただし、オープニングでは感嘆符が付いて表示されている。

### 主題歌
オープニングテーマ「あしたへアタック」
作詞 - 神保史郎 / 作曲・編曲 - 越部信義 / 唄 - 堀江美都子
テイチクのコンピレーション・アルバム『スポ根TVヒッツ!』に収録されているのは本放送版ではなく、テレビサウンズ合唱団によるカバー版である。
エンディングテーマ「バレーボールが好き」
作詞 - 神保史郎 / 作曲・編曲 - 越部信義 / 唄 - 堀江美都子

### 挿入歌
「美しい今日」
作詞 - 山川啓介 / 作曲・編曲 - 越部信義 / 唄 - 堀江美都子、ウィルビーズ
「会うのは明日」
作詞 - 山川啓介 / 作曲・編曲 - 越部信義 / 唄 - 堀江美都子

## 各話リスト
| 話数 | 放送日  | サブタイトル                   | 脚本     | 絵コンテ |
| ---- | ------- | ------------------------------ | -------- | -------- |
| 1    | 4月4日  | バレー部を廃止せよ!            | 高橋二三 | 奥田誠治 |
| 2    | 4月11日 | 偽りのキャプテン               | 高橋二三 | 山崎修二 |
| 3    | 4月18日 | たった一人の後援会             | 高橋二三 | 山崎修二 |
| 4    | 4月25日 | 潮風のサーブ                   | 高橋二三 | 黒川文男 |
| 5    | 5月2日  | 心の中の蛇                     | 高橋二三 | 鈴木正男 |
| 6    | 5月9日  | 初出場をめざして               | 高橋二三 | 山崎修二 |
| 7    | 5月16日 | 恐怖の殺人スパイク             | 七條門   | 黒川文男 |
| 8    | 5月23日 | 試練の稲妻攻撃                 | 山崎晴哉 | 早川啓二 |
| 9    | 5月30日 | 死闘! 美々 対 京子             | 山崎晴哉 | 山崎修二 |
| 10   | 6月6日  | 春季バレーボール大会開幕       | 七條門   | 鈴木正男 |
| 11   | 6月13日 | 秘められた明日香の過去         | 七條門   | 大石昇司 |
| 12   | 6月20日 | 火をふく二段スパイク           | 七條門   | 山崎修二 |
| 13   | 6月27日 | キャプテンの心                 | 高橋二三 | 大石昇司 |
| 14   | 7月4日  | 激闘! 決勝戦                   | 山崎晴哉 | 鈴木正男 |
| 15   | 7月11日 | 竜踊りアタック!                | 七條門   | 山崎修二 |
| 16   | 7月18日 | 北海の雄! 大雪山学院           | 山崎晴哉 | 大石昇司 |
| 17   | 7月25日 | 光と影作戦の謎                 | 七條門   | 鈴木正男 |
| 18   | 8月1日  | インターハイめざして！         | 山崎晴哉 | 大石昇司 |
| 19   | 8月8日  | コートに迫る黒い魔手           | 七條門   | 黒川文男 |
| 20   | 8月15日 | 恐るべし! コンピューターバレー | 山崎晴哉 | 大石昇司 |
| 21   | 8月22日 | この一打にすべてをかけて!      | 山崎晴哉 | 鈴木正男 |
| 22   | 8月29日 | 苦しみと悲しみの優勝戦         | 七條門   | 黒川文男 |
| 23   | 9月5日  | 明日という青春のために         | 七條門   | 鈴木正男 |

## 放送局
- フジテレビ（制作局）：月曜 19:00 - 19:30
- 北海道文化放送：月曜 19:00 - 19:30[21]
- 岩手放送：月曜 - 金曜 6:25 - 6:55[22]
- 山形テレビ：水曜 18:00 - 18:30[23]
- 仙台放送：月曜 19:00 - 19:30[24]
- 福島テレビ：月曜 - 金曜 17:00 - 17:30[25]
- 新潟総合テレビ：月曜 - 金曜 16:50 - 17:20[26]
- 長野放送：木曜 18:00 - 18:30[27]
- 石川テレビ：月曜 18:00 - 18:30[28]
- テレビ山梨：水曜 17:20 - 17:50[29]
- テレビ静岡：月曜 19:00 - 19:30[29]
- 東海テレビ：月曜 19:00 - 19:30[30]
- 関西テレビ：月曜 19:00 - 19:30[31]
- 山陰中央テレビ：水曜 18:00 - 18:30[32]
- テレビ岡山：木曜 17:00 - 17:30[33]
- テレビ新広島：月曜 19:00 - 19:30[33]
- テレビ愛媛：火曜 19:00 - 19:30[33]
- テレビ西日本：月曜 19:00 - 19:30[34]
- サガテレビ：月曜 19:00 - 19:30[34]
- テレビ熊本：月曜 18:00 - 18:30[35]
- 鹿児島テレビ：月曜 17:50 - 18:20[35]